# Бишеље (Авелино)
Бишеље је насеље у Италији у округу Авелино, региону Кампанија.
Према процени из 2011. у насељу је живело 43 становника. Насеље се налази на надморској висини од 443 м.